# Wiesfleck
Wiesfleck é um município da Áustria localizado no distrito de Oberwart, no estado de Burgenland.